# Beira Interior
Le Beira Interior est une appellation d'origine (DOC) portugaise produite dans les vignobles de la Beira intérieure, sur les terroirs de Figueira de Castelo Rodrigo, Cova da Beira et Pinhel. Ces vins sont rouges, rosés, blancs, clairet, paillés et mousseux. 

## Histoire
La production de vin date de la colonisation romaine puis connut un nouvel essor à partir du XIIIe siècle avec les moines cisterciens.